# Bernhard Quante
Bernhard Quante (* 13. Dezember 1812 in Coesfeld; † 7. Oktober 1875 in St. Mauritz bei Münster) war ein deutscher römisch-katholischer Geistlicher, Chorleiter und Musikpädagoge.

## Leben
Quantes Ausbildung ist weitgehend unbekannt. Er empfing die Priesterweihe am 4. März 1835 in Münster. Von 1840 bis 1851 war er Direktor der Schule in Rees/Niederrhein. Anschließend widmete er sich der Ausbildung zum Kirchenmusiker. Diese erhielt er in Rom und Regensburg. In Regensburg wurde er insbesondere bei Carl Proske und Johann Georg Mettenleiter ausgebildet.
Quante wurde nach seiner Rückkehr 1855 zum Chordirektor am Dom in Münster ernannt. Er konnte dort den mehrstimmigen Gesang sowie den gregorianischen Gesang etablieren und weiterentwickeln. Zudem gründete er das Internat Collegium Gregorianum, das ebenso der Beförderung des Gesangs verschrieben war. Er war zudem eine Schlüsselfigur beim Erwerb der Santini-Sammlung. Trotz der Unterstützung seines Wirkens durch den Bischof Johann Georg Müller gelang es nicht, auf Dauer die notwendigen Mittel für das Internat zu beschaffen, weshalb es 1863 wieder geschlossen werden musste.
Quante war nach den Rückschlägen zunehmend geschwächt und wurde durch den stellvertretenden Chordirektor Friedrich Schmidt unterstützt. Im Jahr 1868 zog er sich in das Franziskaner Hospital bei St. Mauritz zurück. Dort verstarb er schließlich.

## Werke
- Caecilia, Sammlung lateinischer Kirchengesänge für Männerchor. Coppenrath, Münster.
- Zur Reform des Kirchengesanges. 1. Das Gregorianische System. Regensberg, Münster 1867 (weitere Bände sind nicht erschienen).